# Чжао, Лариса Александровна
Лари́са Алекса́ндровна Чжа́о (род. 4 февраля 1971, Киргизская ССР), также известная под фамилиями Попо́ва и Па́нчик — российская легкоатлетка, специалистка по бегу на средние дистанции. Выступала за сборную России по лёгкой атлетике в середине 2000-х годов, победительница чемпионата Европы в помещении в Мадриде, финалистка чемпионата мира в Хельсинки, многократная призёрка первенств национального значения. Представляла Свердловскую и Пермскую области. Мастер спорта России международного класса.

## Биография
Лариса Чжао родилась 4 февраля 1971 года в Киргизской ССР.
Начала серьёзно заниматься бегом в 1985 году под руководством тренера Г. Смирнова. Проходила подготовку в спортивных обществах Профсоюзов и «Динамо» в Екатеринбурге и Перми, была подопечной тренеров Ю. Сафронова, С. Попова, В. С. Казарина.
Впервые заявила о себе в лёгкой атлетике в сезоне 2002 года, став бронзовой призёркой в беге на 800 метров на чемпионате России в Чебоксарах — здесь её обошли только Ольга Распопова и Светлана Черкасова.
Наибольшего успеха в своей спортивной карьере добилась в 2005 году. На зимнем чемпионате России в Волгограде одержала победу в беге на 800 метров, после чего вошла в основной состав российской национальной сборной и побывала на чемпионате Европы в помещении в Мадриде, откуда так же привезла награду золотого достоинства. На летнем чемпионате России в Туле в той же дисциплине с личным рекордом 1:57,33 стала второй позади Татьяны Андриановой, показавшей здесь лучший результат сезона (1:56,07). Принимала участие в чемпионате мира в Хельсинки — с результатом 2:00,25 финишировала в финале шестой. В концовке сезона стала пятой на Всемирном легкоатлетическом финале в Монте-Карло.
Оставалась действующей спортсменкой вплоть до 2008 года, хотя в последнее время уже не показывала сколько-нибудь значимых результатов на международной арене.